# 張慎言 (萬曆癸丑進士)
张慎言，贵州贵阳府贵州卫官籍直隶定远县人，明朝政治人物，同進士出身。
万历二十二年（1594年）甲午科舉人，四十一年（1613年）癸丑科进士，三甲八十名，官知县。有《寄怀江中丞诗》。